# Kabinett Kühn III
Das Kabinett Kühn III bildete vom 4. Juni 1975 bis 20. September 1978 die Landesregierung von Nordrhein-Westfalen.
| Amt                                    | Name                                                                            | Partei | Partei |
| -------------------------------------- | ------------------------------------------------------------------------------- | ------ | ------ |
| Ministerpräsident                      | Heinz Kühn                                                                      |        | SPD    |
| Stellvertreter des Ministerpräsidenten | Horst Ludwig Riemer                                                             |        | FDP    |
| Wirtschaft, Mittelstand und Verkehr    | Horst Ludwig Riemer                                                             |        | FDP    |
| Inneres                                | Burkhard Hirsch                                                                 | FDP    |        |
| Finanzen                               | Friedrich Halstenberg (bis 9. Februar 1978) Diether Posser (ab 9. Februar 1978) |        | SPD    |
| Justiz                                 | Diether Posser (bis 9. Februar 1978) Inge Donnepp (ab 9. Februar 1978)          | SPD    |        |
| Kultus                                 | Jürgen Girgensohn                                                               | SPD    |        |
| Ernährung, Landwirtschaft und Forsten  | Diether Deneke                                                                  | SPD    |        |
| Bundesangelegenheiten                  | Inge Donnepp (bis 9. Februar 1978) Christoph Zöpel (ab 9. Februar 1978)         | SPD    |        |
| Wissenschaft und Forschung             | Johannes Rau                                                                    | SPD    |        |
| Arbeit, Gesundheit und Soziales        | Friedhelm Farthmann                                                             | SPD    |        |